# York County, Nebraska
York County är ett administrativt område i delstaten Nebraska, USA, med 13 665 invånare. Den administrativa huvudorten (county seat) är York. 

## Geografi
Enligt United States Census Bureau har countyt en total area på 1 492 km². 1 491 km² av den arean är land och 1 km² är vatten.

### Angränsande countyn
- Seward County - öster
- Fillmore County - syd
- Hamilton County - väster
- Polk County - norr